# Trigonoderus brasiliensis
Trigonoderus brasiliensis är en stekelart som beskrevs av William Harris Ashmead 1904. Trigonoderus brasiliensis ingår i släktet Trigonoderus och familjen puppglanssteklar. Inga underarter finns listade i Catalogue of Life.